# Шевченківський район (Запоріжжя)
Шевче́нківський райо́н — один із найбільших адміністративних районів міста Запоріжжя як за площею (98 км²), так і за чисельністю населення (близько 150 тис. осіб). Район межує з Олександрівським, Заводським та Комунарським районами.

## Історія
Адміністративний район утворений 30 грудня 1962 року шляхом відокремлення частини території з Жовтневого району (з 2016 року — Олександрівський район). Названий на честь видатного українського поета Тараса Шевченка.
19 лютого 2023 року, в День герба України, у Шевченківському районі урочисто відкрито меморіальний знак малого герба України, як символ захисту та своєрідний оберіг міста Запоріжжя. Ініціатива встановлення належить Головнокомандувачу ЗСУ Валерію Залужному, командувачу військ оперативно-тактичного угруповання «Запоріжжя» Сергію Літвінову, голові Запорізької ОВА Юрію Малашку, колективу ГО «РОВО «Побратими-Рівне» в особі Миколи Кушніра та представникам ГО «Єдність та справедливість».

## Населення

### Мовний склад
Рідна мова населення за даними перепису 2001 року:
| Мова       | Чисельність, осіб | Доля     |
| ---------- | ----------------- | -------- |
| Українська | 68 134            | 43,00 %  |
| Російська  | 88 543            | 55,89 %  |
| Інше       | 1 763             | 1,11 %   |
| Разом      | 158 440           | 100,00 % |

## Інфраструктура

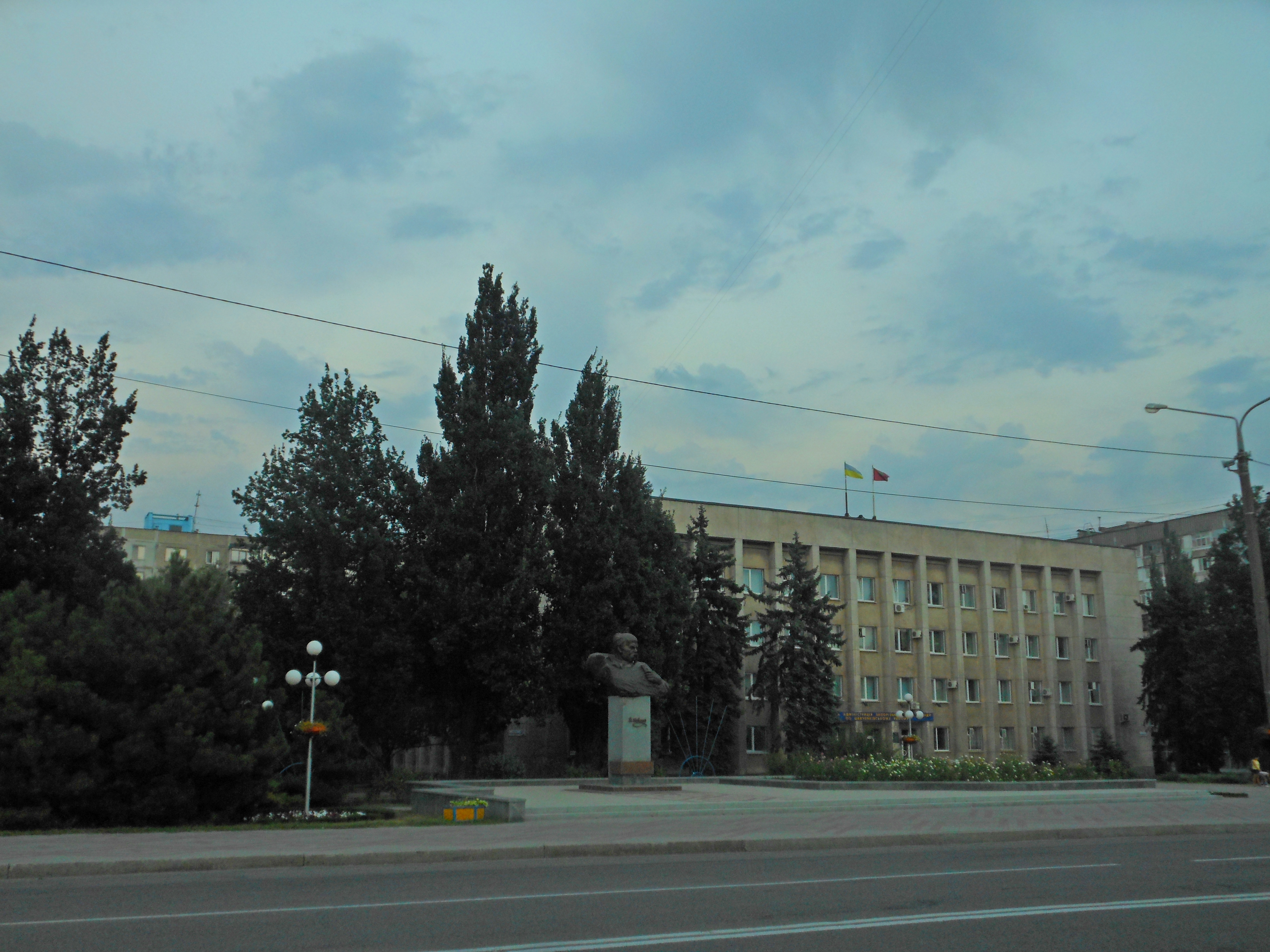
Пам'ятник Тарасові Шевченку біля районної державної адміністрації по Шевченківському районі Запорізької міської ради

Загальна площа Шевченківського району — 98 км², що приблизно дорівнює третині площі міста. На цій території розмістилися три мікрорайони з висотною забудовою, декілька мікрорайонів з приватною забудовою, а також дрібні житлові масиви. Загалом до складу району входить 528 вулиць та провулків.

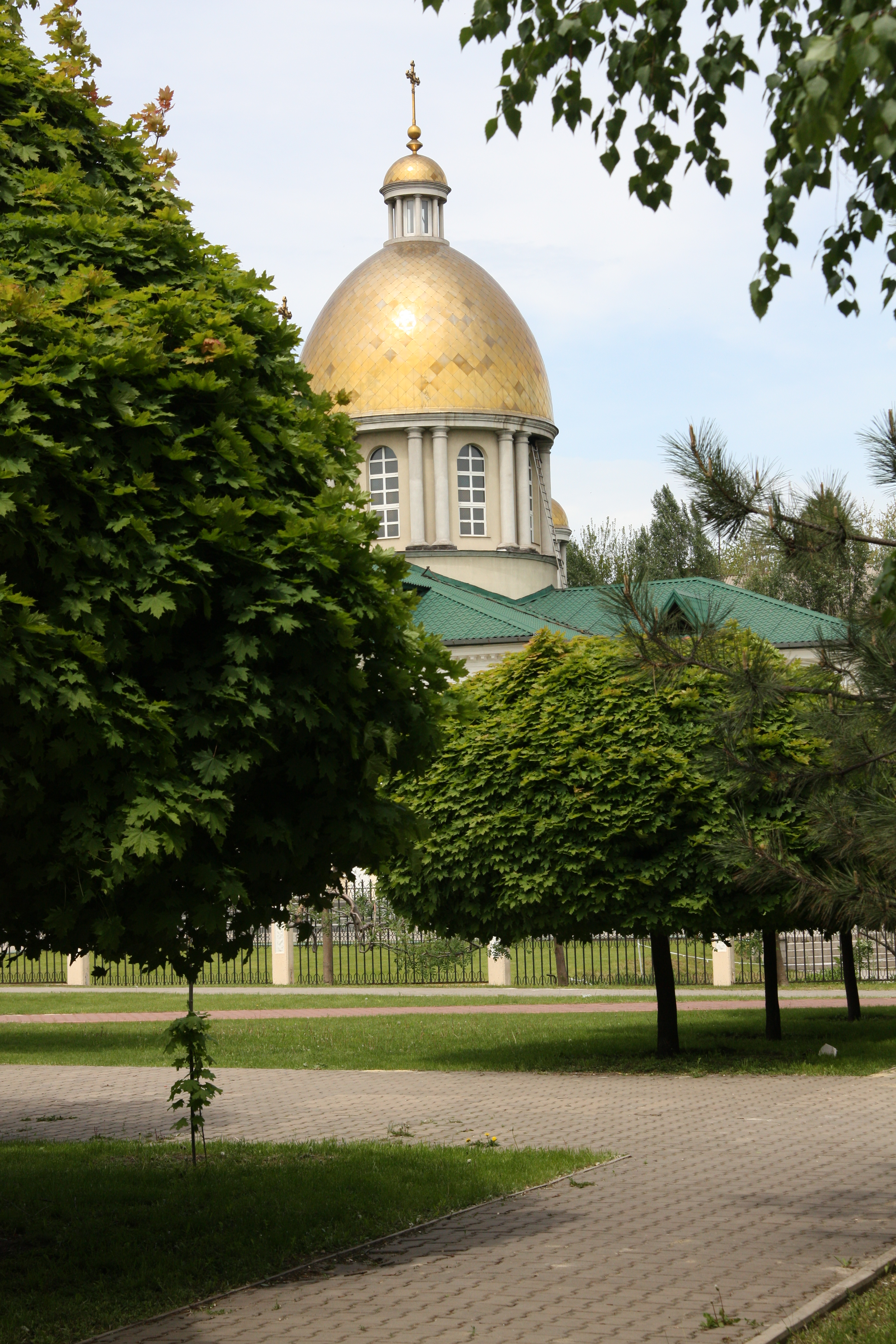
Андріївський собор

Довжина електромереж району складає 172,09 км повітряних та 219,451 км кабельних ліній.
Загальна площа асфальтобетонного покриття доріг району становить 1 062 924 м², з них твердого покриття — 887 712 м².

## Забудова
Район складається з житлових масивів із переважанням багатоповерхових забудов: 1-го, 2-го та 3-го Шевченківського мікрорайонів, а також дрібних селищ.

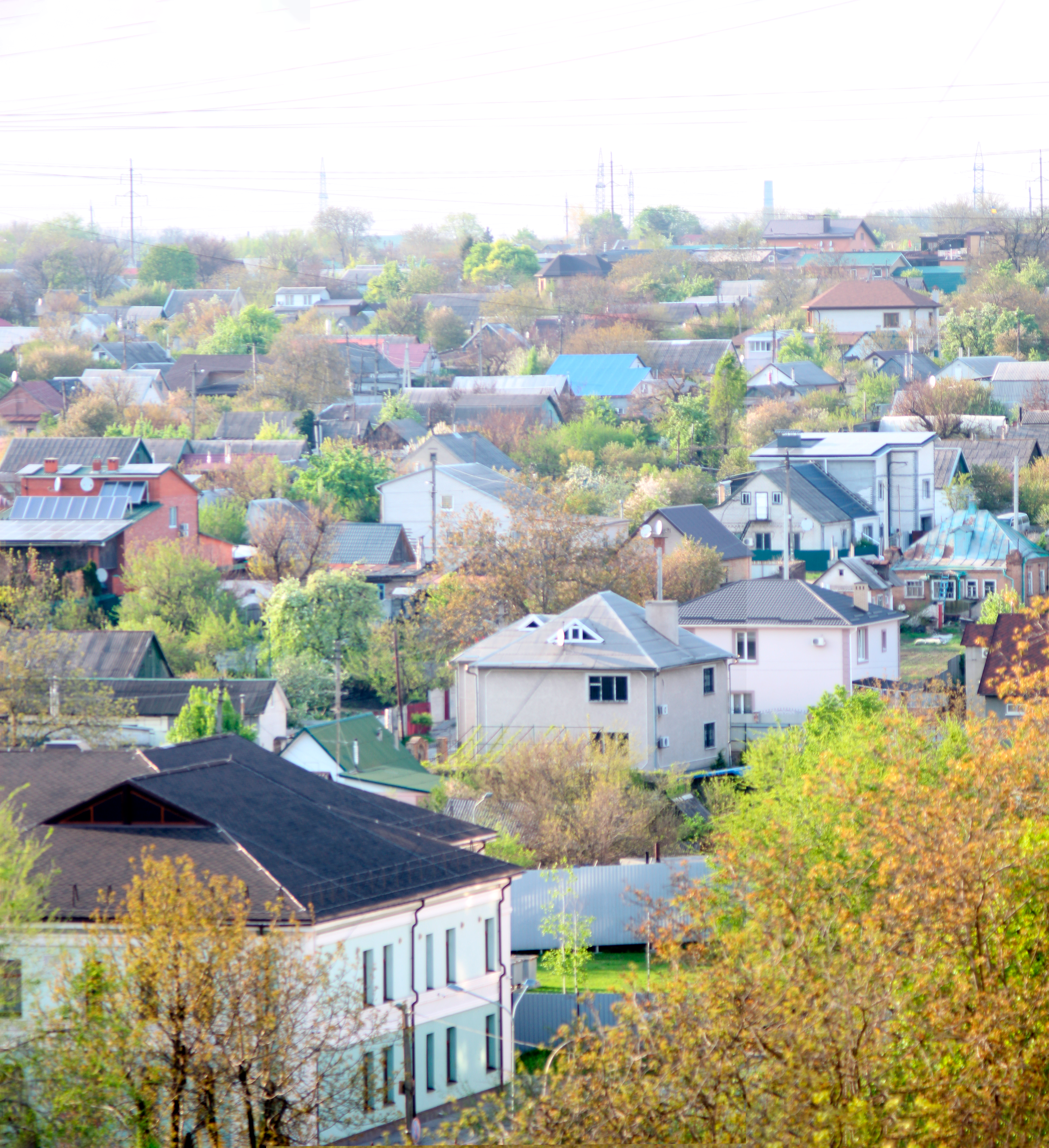
Краєвид селища Зелений Яр

Приватний сектор займає 18,6 тис. м², який розташовується у селищах приватної забудови: Будівельник, Військбуд, ДД, Димитрова, Зелений Яр, Калантирівка, Леваневського, Тепличне тощо.
Житловий фонд Шевченківського району становить 1637,7 тис. м², а саме: 566 будинків комунальної власності, 51 житлово-будівельний кооператив, 10 будинків товариств співвласників.

## Промисловість

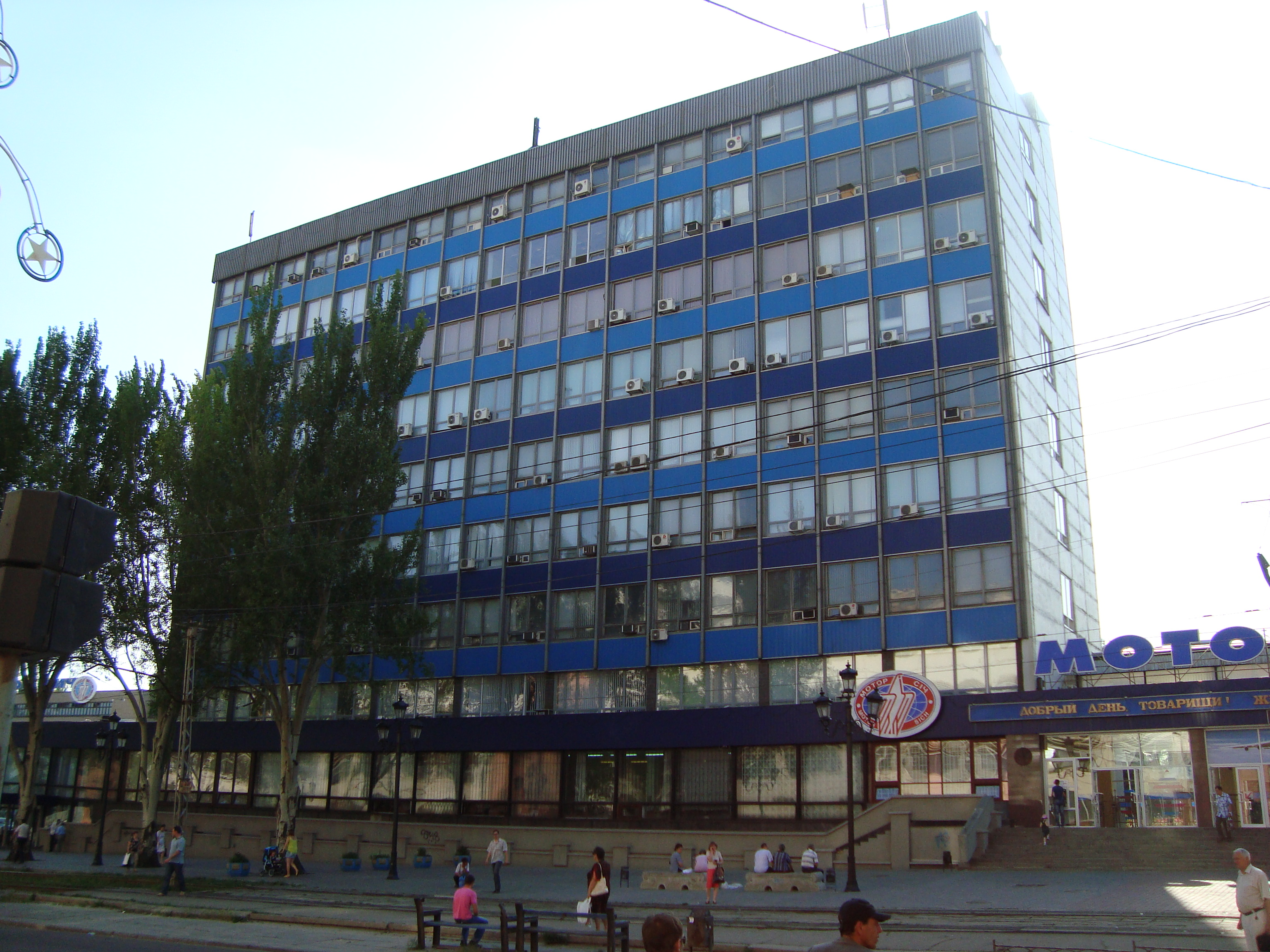
Адміністративна будівля «Мотор Січ»

На території знаходиться велика кількість підприємств та установ (торгівля, машинобудування, банківська сфера тощо). Зокрема, такі підприємства як розробник авіадвигунів ЗМКБ «Прогрес», центр авіаційного двигунобудування «Мотор Січ», авіаційний завод «МіГремонт», НВК «Іскра», абразивний комбінат, олійноекстракційний завод, компанія «Айс Запоріжжя», хлібокомбінат № 3 (ТМ «Хлібодар») тощо.

## Освіта

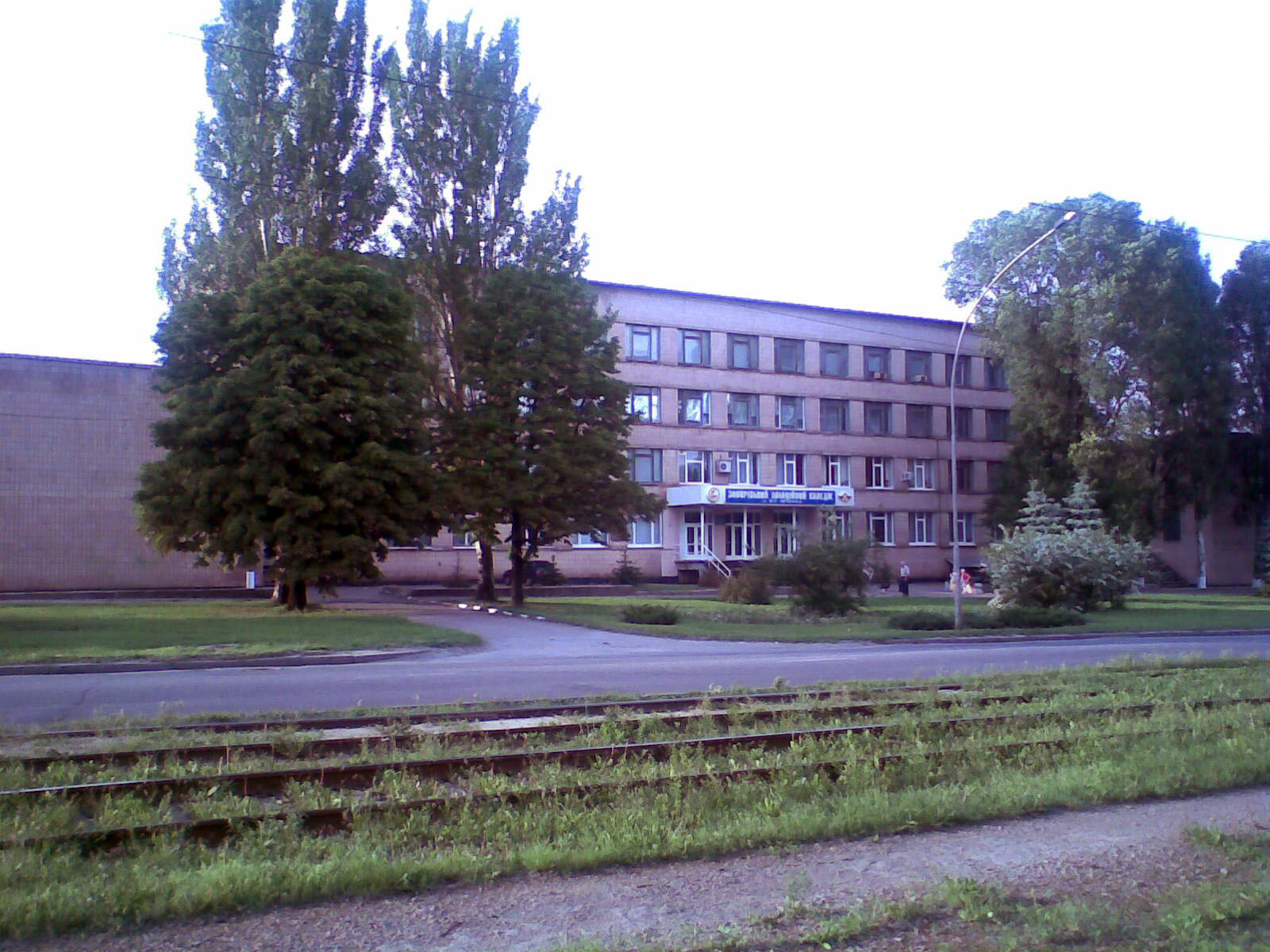
Запорізький авіаційний коледж

Шевченківский район має розгалуджену освітню інфраструктуру: Запорізький авіаційний коледж, 6 закладів професійно-технічної освіти, 25 загальноосвітніх шкіл, 2 музичні школи, 1 школа мистецтв, 21 дитячих дошкільних навчальних закладів та 3 заклади для дітей з особливими потребами.

## Відпочинок та дозвілля
У Шевченківському районі три парки відпочинку та десять скверів. Найпопулярніший серед них — парк імені Клімова.

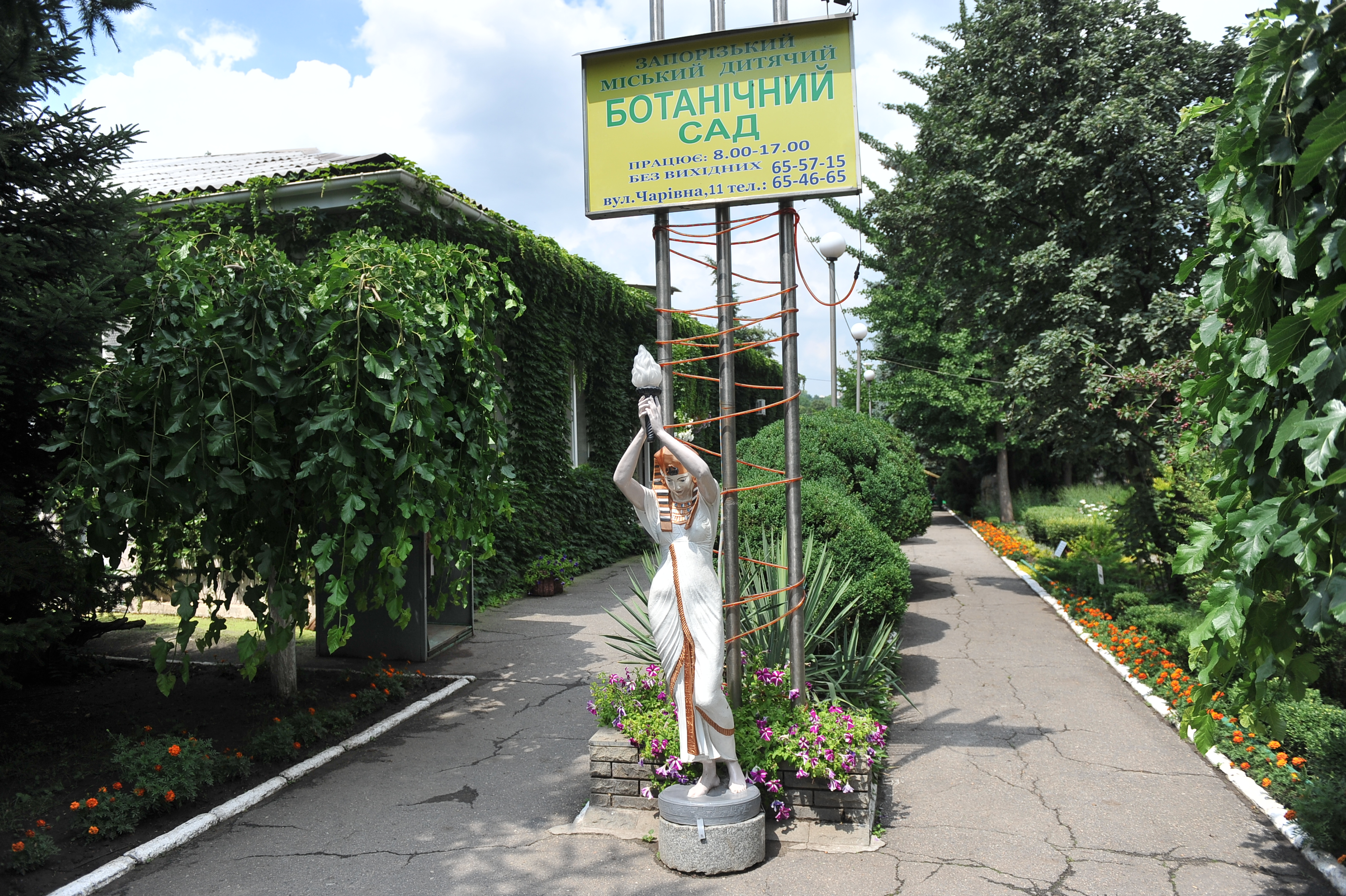
Запорізький міський дитячий ботанічний сад

Улюбленим центром дозвілля для жителів є позашкільний навчальний заклад «Дитячий парк «Запорізький міський дитячий ботанічний сад» — єдиний в Україні дитячий ботанічний сад, в якому функціонують дитячі гуртки та проводяться екскурсії для всіх бажаючих.
У районі також знаходяться: 
спорткомплекс «Мотор Січ», плавальний басейн «Славутич», 3 спеціалізованих дитячо-юнацьких шкіл олімпійського резерву (СДЮШОР), 6 дитячо-юнацьких клубів, 6 бібліотек та 2 Палаци культури («Мотор Січ» та Запорізького абразивного комбінату).

## ЗМІ

Логотип ТРК «ALEX»

У Шевченківському районі, на проспекті Моторобудівників, розташовувалася місцева телекомпанія ТРК «ALEX», яка вела мовлення з 25 вересня 1995 по 1 лютого 2023 року.

## Медицина
На території Шевченківського району розташовано 9 медичних установ:

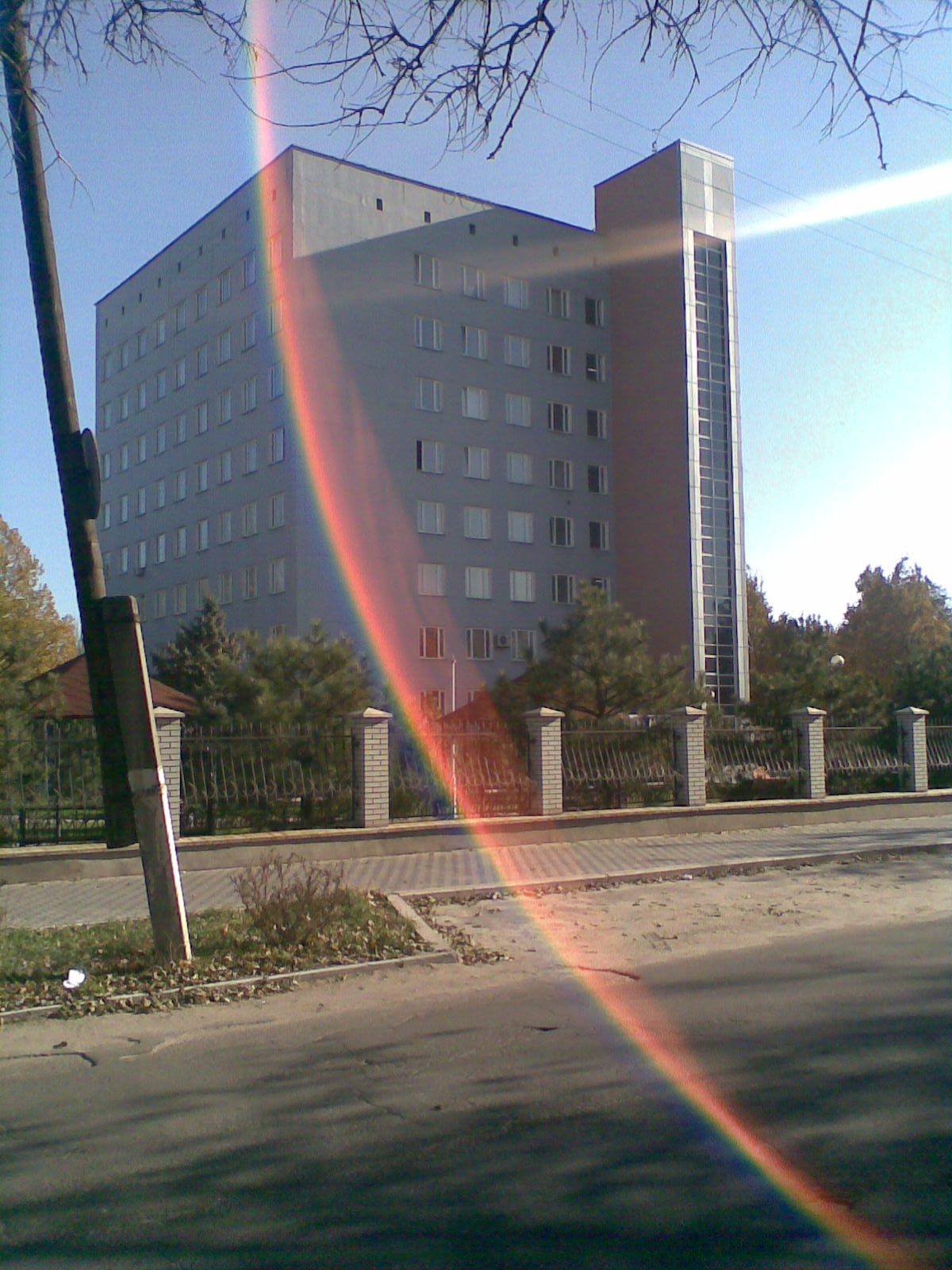
Клініка «Мотор Січ»

- Комунальне некомерційне підприємство «Міська лікарня № 2»
- Комунальне некомерційне підприємство «Міська лікарня № 8»
- Комунальне некомерційне підприємство «Центр первинної медико-санітарної допомоги № 2»
- Комунальне некомерційне підприємство «Центр первинної медико-санітарної допомоги № 8»
- Комунальне некомерційне підприємство «Міська стоматологічна поліклініка № 5»
- Комунальне некомерційне підприємство «Пологовий будинок № 3»

- Комунальне некомерційне підприємство «Дитяча поліклініка № 3»
- Клініка «Мотор Січ» [Архівовано 5 квітня 2022 у Wayback Machine.]
- Медико-санітарна частина НВК «Іскра».

## Транспорт
Транспортна мережа району складається з 25 автобусних (маршрути № 2, 4, 5, 5А, 6, 9, 12, 13, 22, 23, 25, 32, 37, 42, 44, 44А, 53, 56, 57, 60, 69, 72, 74, 89, 94) та 4 трамвайних (маршрути № 10, 12, 14 та 15).
На території району розташовані:
- Міжнародний аеропорт «Запоріжжя»;

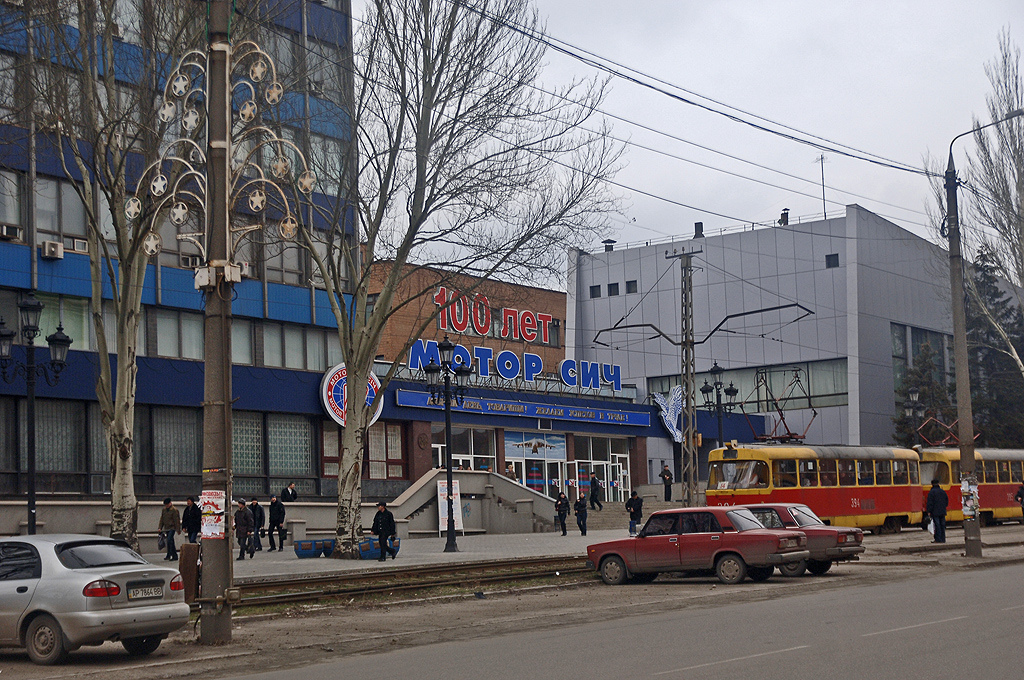
Центральна прохідна «Мотор-Січ»

- залізничні станції Запоріжжя-Вантажне, Передатна;
- пасажирські залізничні зупинні пункти Мотор та Іскра.

## Постаті
- Денщиков Андрій Анатолійович (1985—2014) — солдат Збройних сил України, учасник російсько-української війни
- Калінін Сергій Володимирович (1987—2014) — солдат Збройних сил України, учасник російсько-української війни

## Пам'ятки

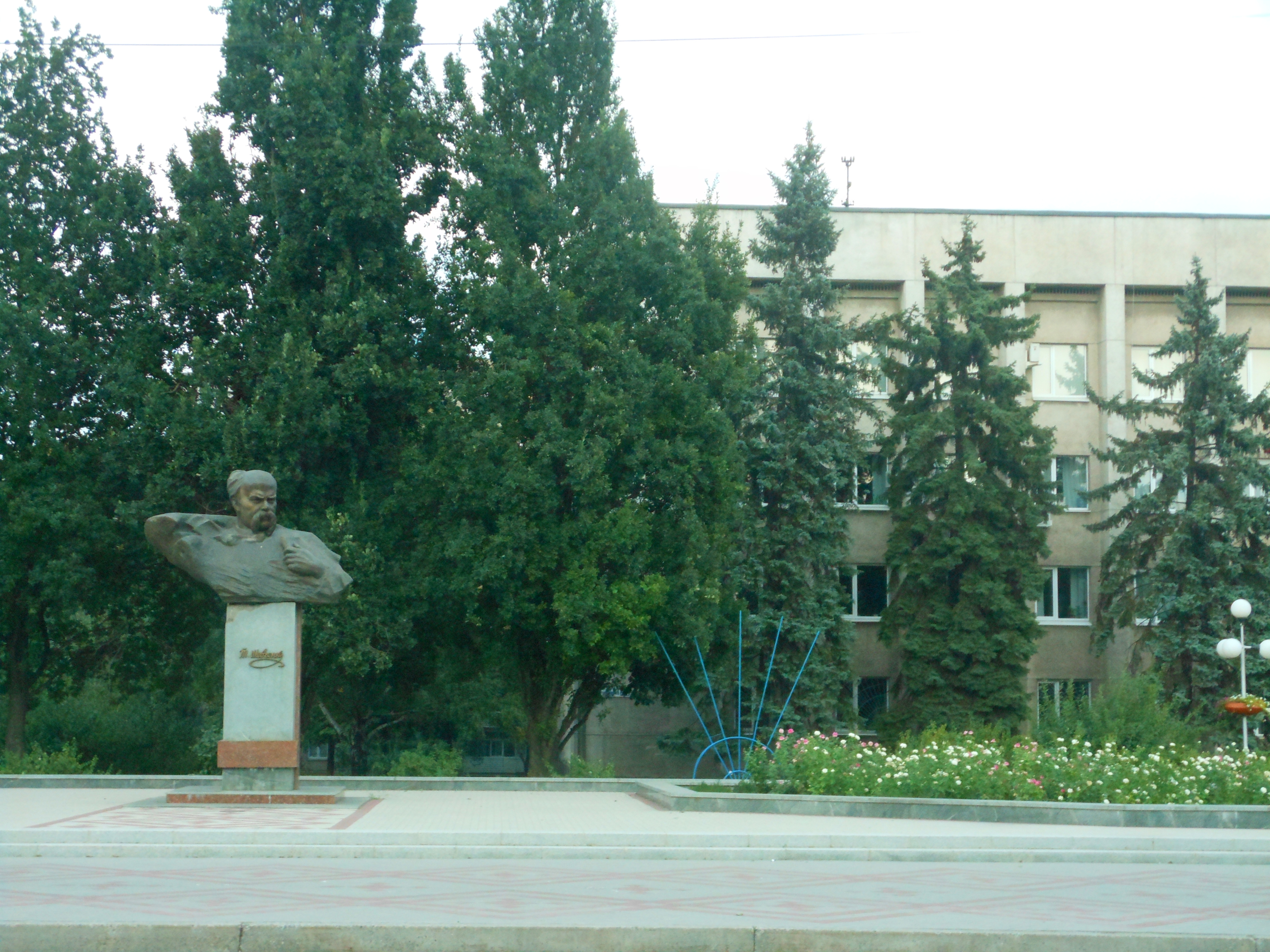
Пам'ятник Тарасові Шевченку
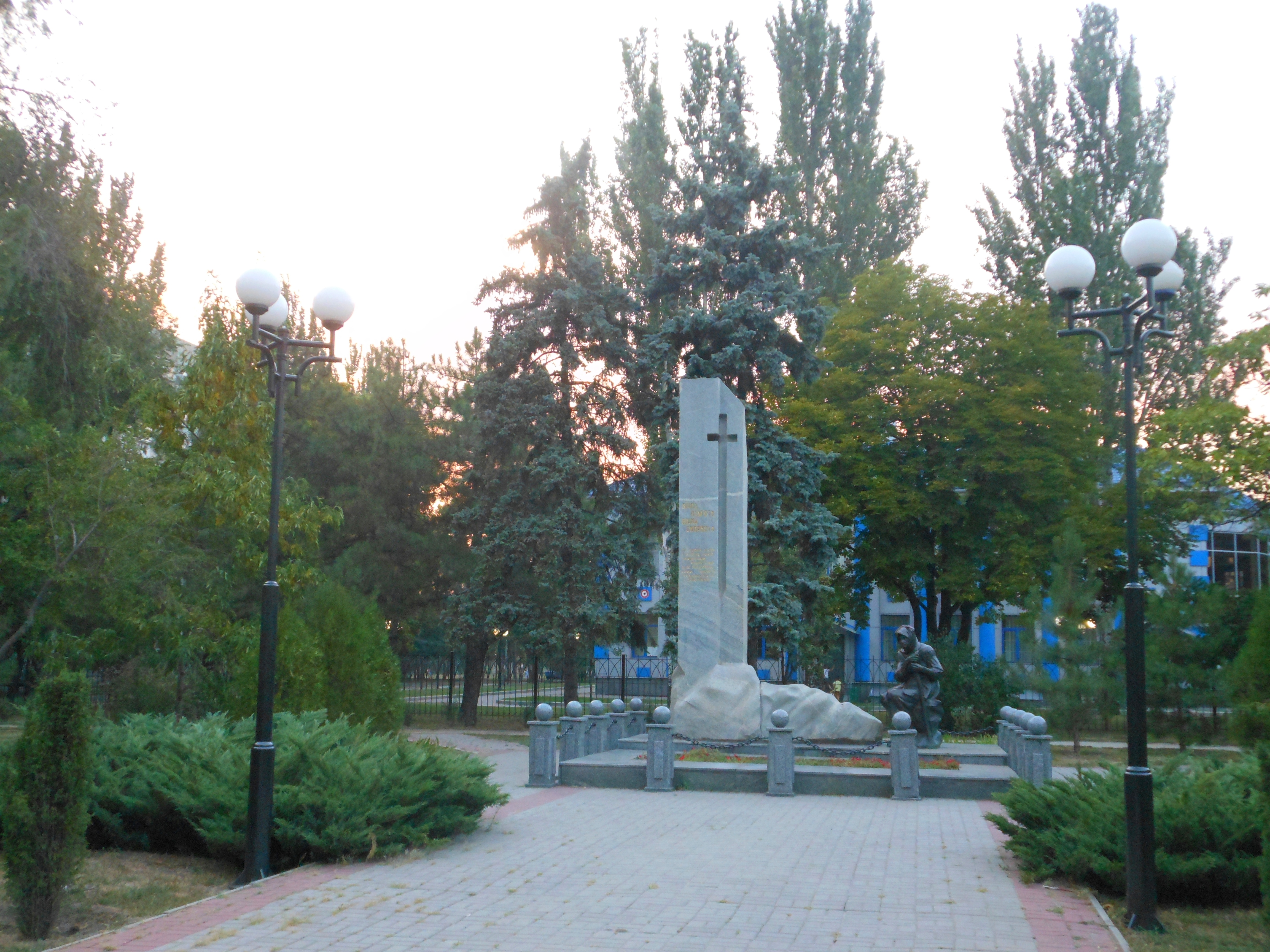
Братська могила жертв нацизму, де поховано 6600 осіб (у сквері на проспекті Моторобудівників)
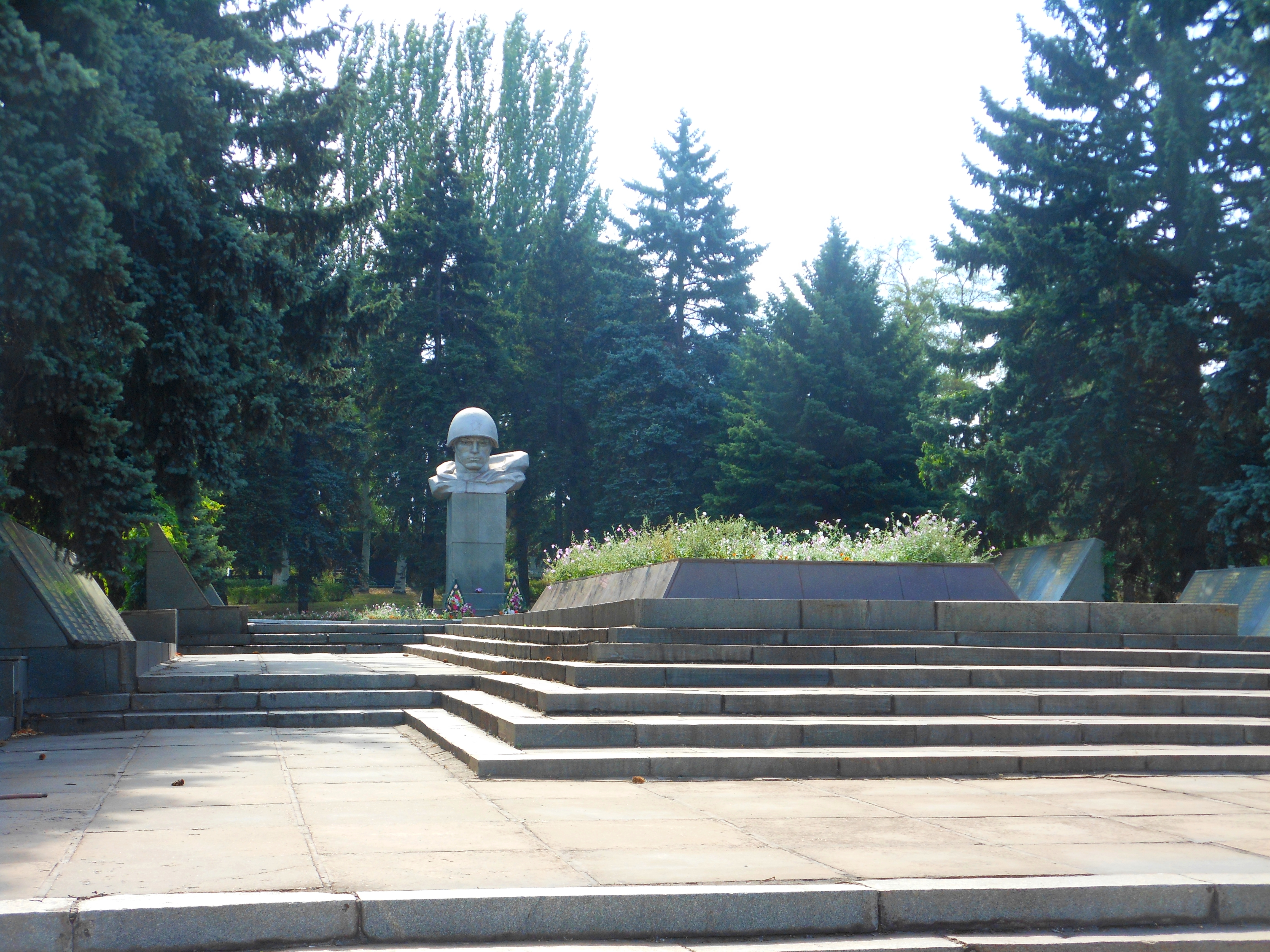
Меморіал полеглим під час Другої світової війни на Капустяному цвинтарі
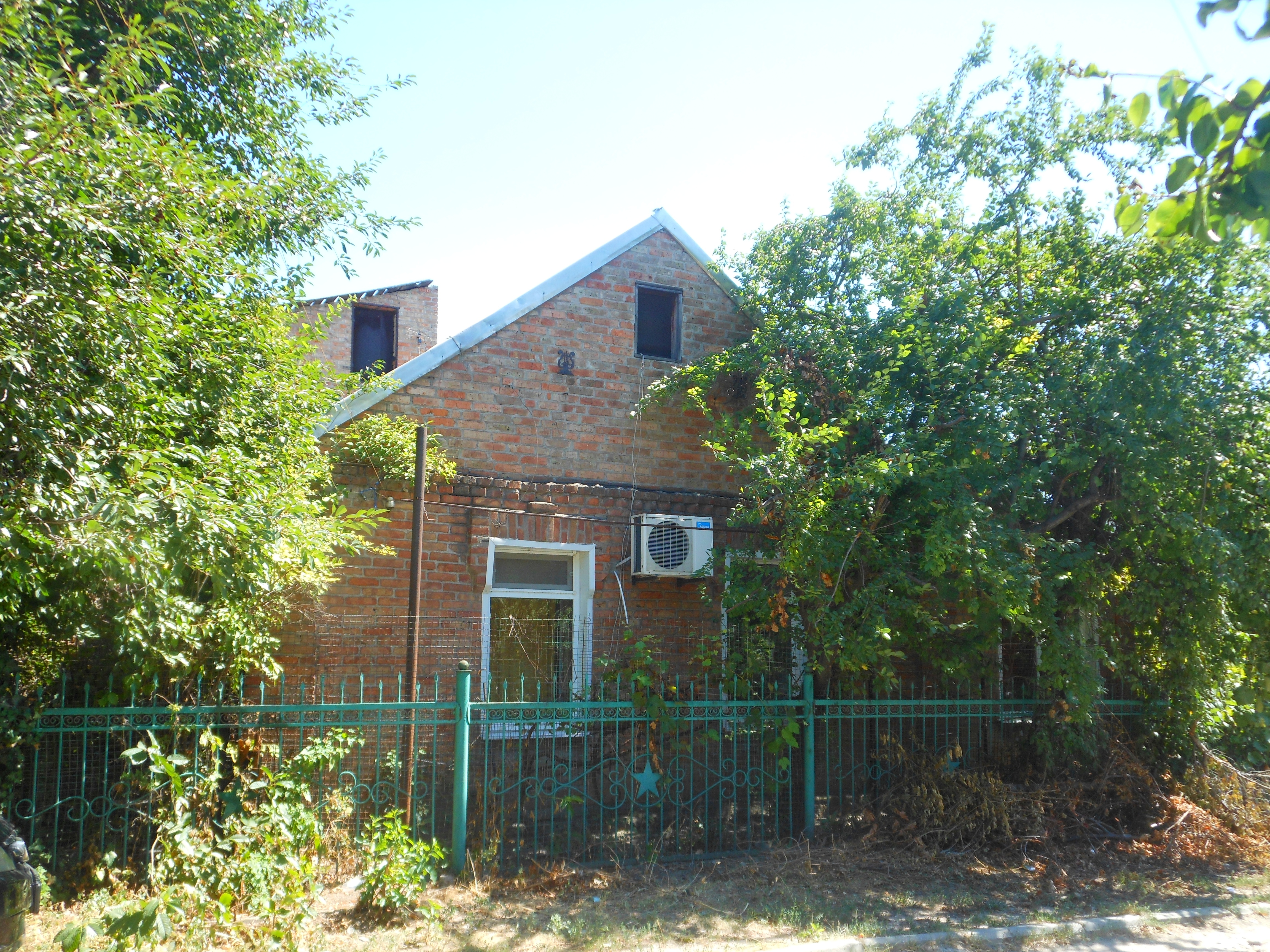
Будинок, де містилася явочна квартира підпільної групи «Ревком» (вул. Курортна, 52)